# Surrey
Surrey (/ˈsʌɹi/) es uno de los cuarenta y siete condados de Inglaterra, Reino Unido, con capital en Guildford. Ubicado en la región Sudeste limita al noroeste con Berkshire, al norte con Gran Londres, al este con Kent, al sureste con Sussex del Este, al sur con Sussex del Oeste y al oeste con Hampshire.
Surrey cuenta con alrededor  de 1.000.000 de habitantes. La capital tradicional Kingston upon Thames, ha dejado de formar parte del condado debido a la expansión de Londres. La actual capital es Guildford que, a pesar de tener una catedral, no tiene el rango de ciudad y en la que se encuentra la Universidad de Surrey. La sede del consejo estaba localizada en Kingston upon Thames de 1965 hasta 2020, cuando fue trasladada a Reigate. Está dividido en los distritos de Elmbridge, Epsom and Ewell, Guildford, Mole Valley, Reigate and Banstead, Runnymede, Spelthorne, Surrey Heath, Tandridge, Waverley y Woking.

## Historia
El nombre de Surrey proviene de la expresión en inglés antiguo suther-ge, que significa "distrito del sur". El condado aparece por primera vez documentado en el año 345 con el nombre de Suthrigerkat.
Hasta 1889, Surrey contenía los actuales distritos londinenses de Lambeth, Southwark y Wandsworth. Hasta 1965 los distritos de Croydon, Kingston, Merton, Richmond (al sur del Támesis) y Sutton eran parte de Surrey.
La reforma del gobierno local de 1974 causó que el aeropuerto de Gatwick y algunas zonas limítrofes se transfirieran a West Sussex. En el acta de gobierno local de 1972, Horley y Charlwood también estaban transferidas pero la presión local hizo que se revirtiera la decisión.

## Monumentos y lugares de interés
- La Catedral de Guildford
- La abadía de Waverley

## Galería

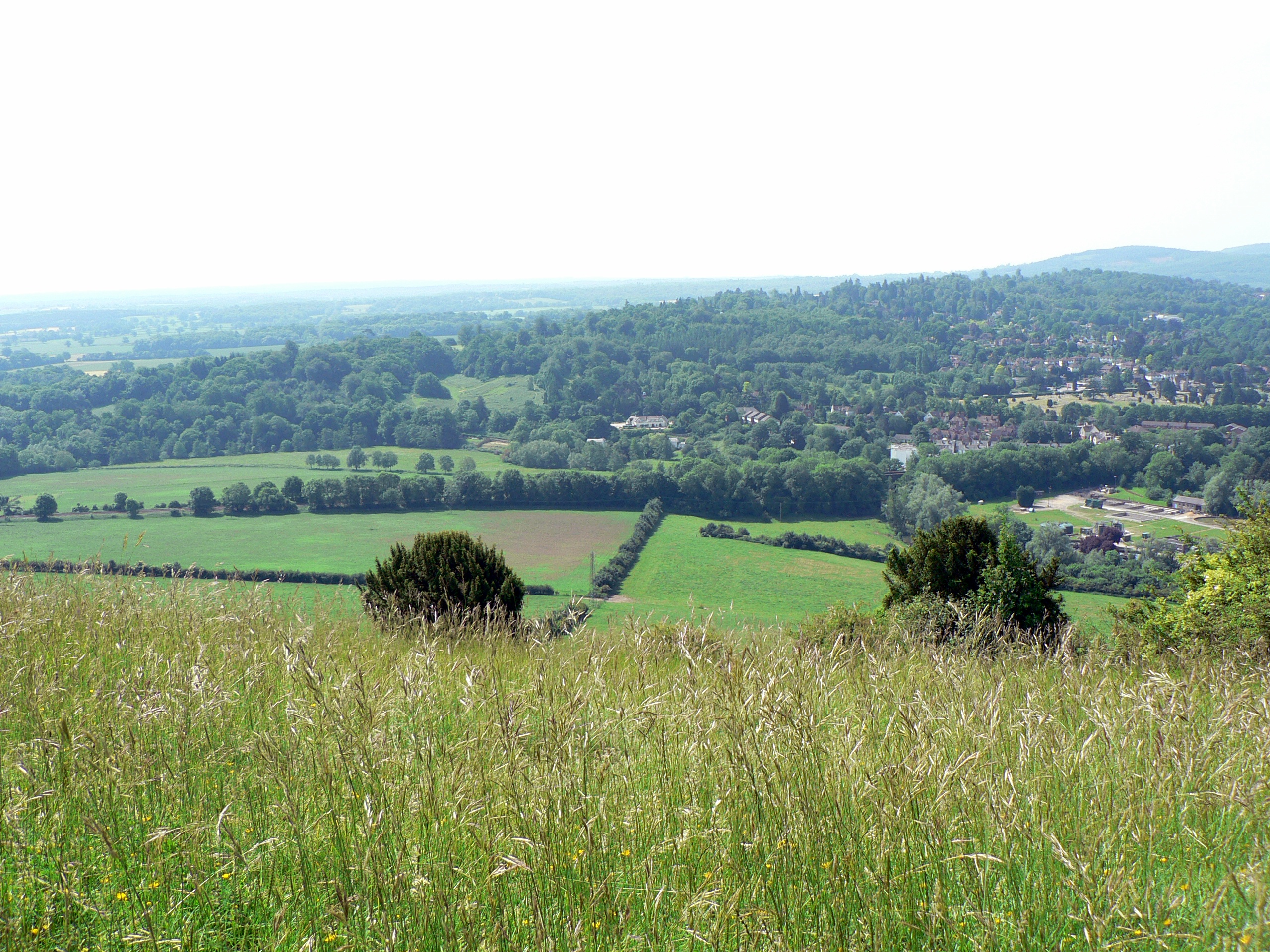
Box Hill
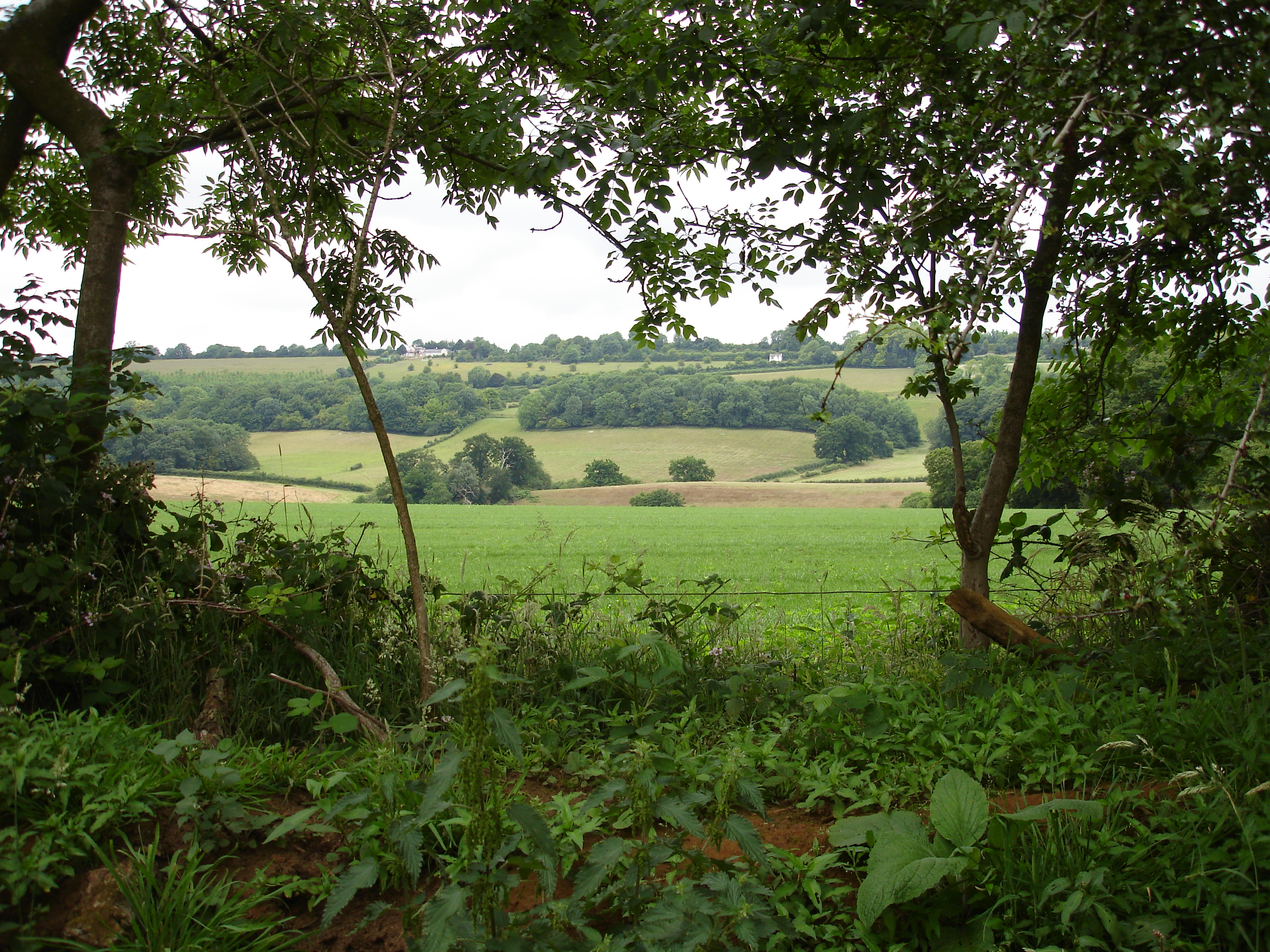
Hog's Back
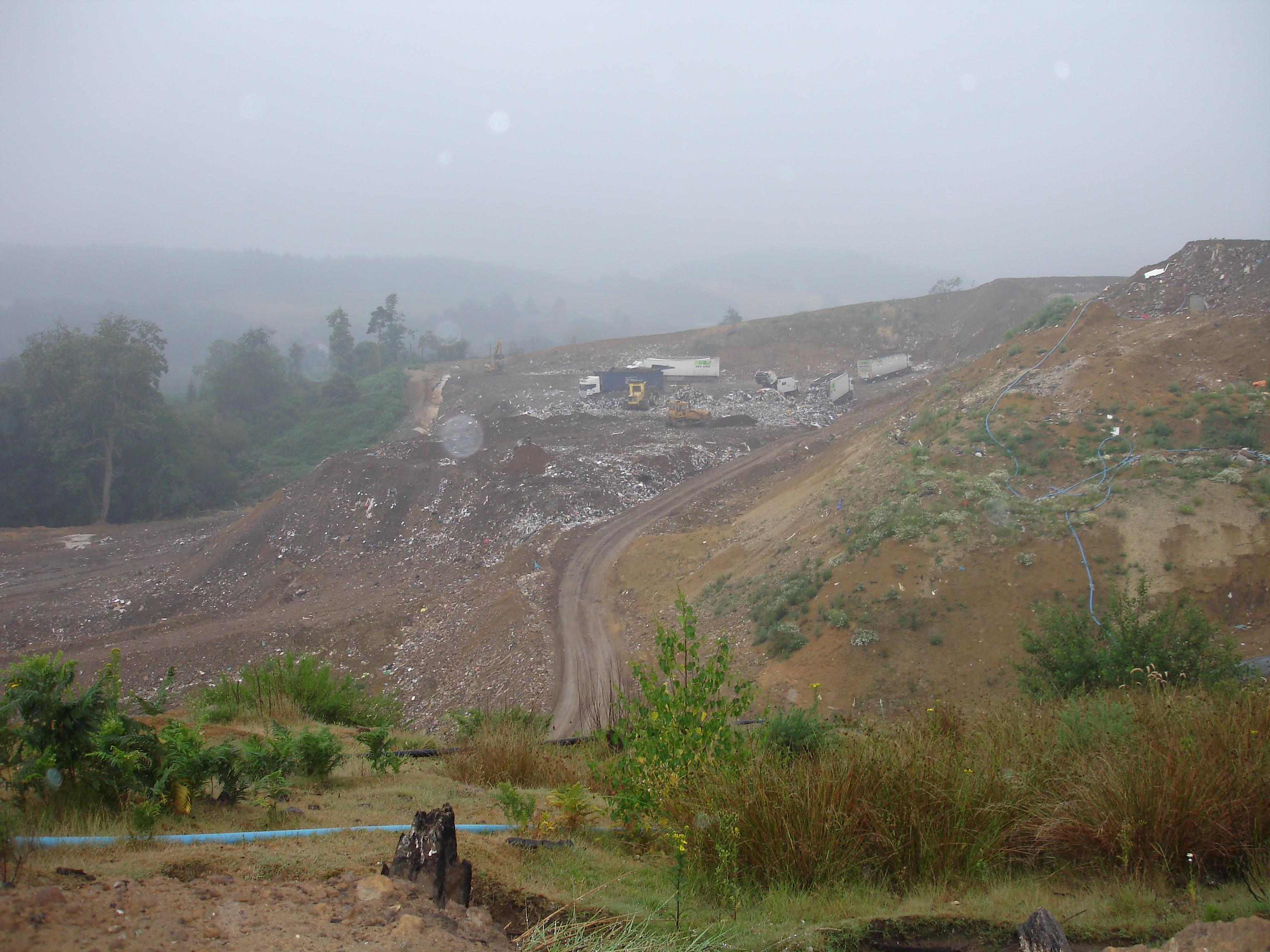
Relleno en Albury
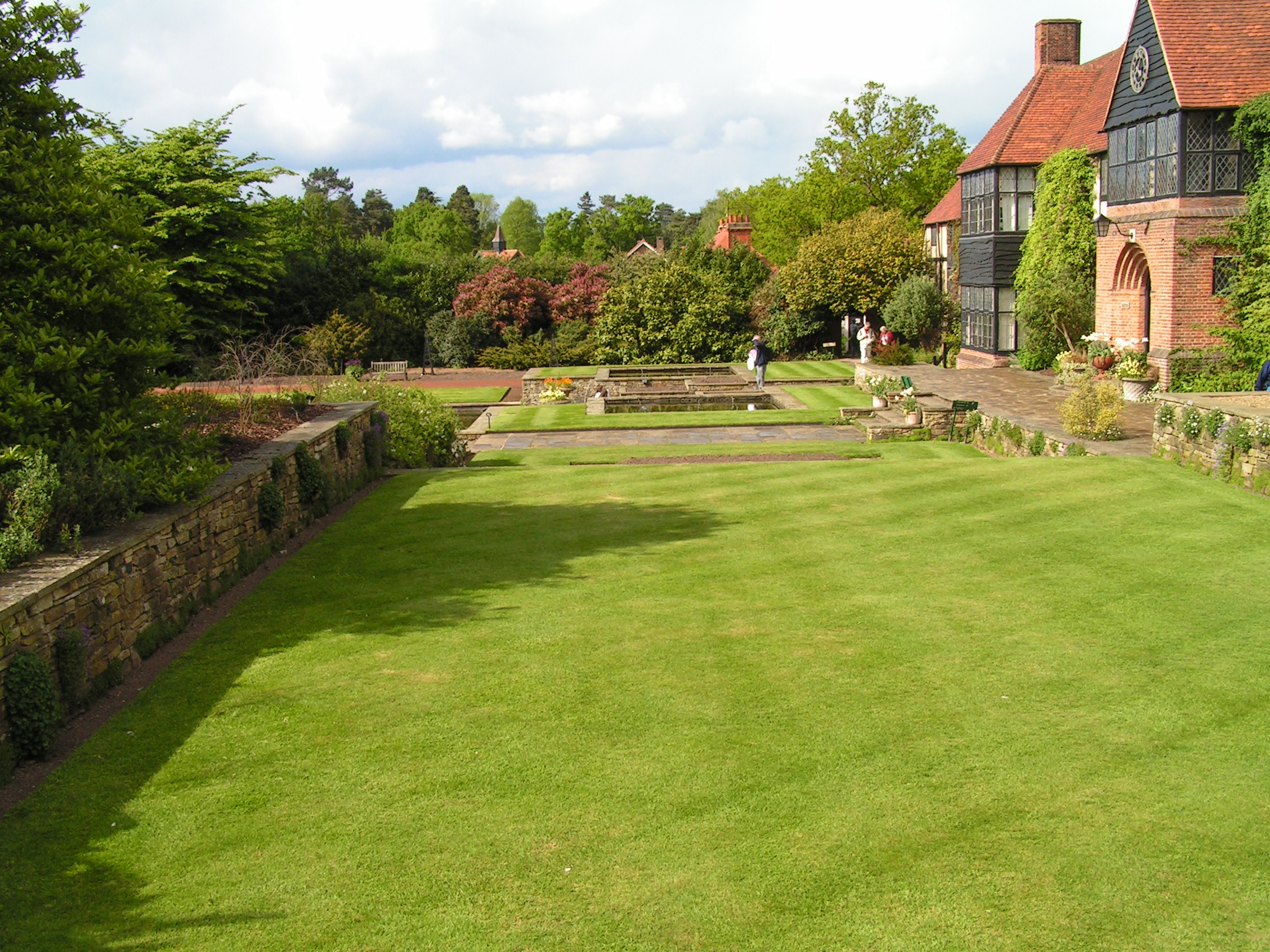
Planicies en Wisley
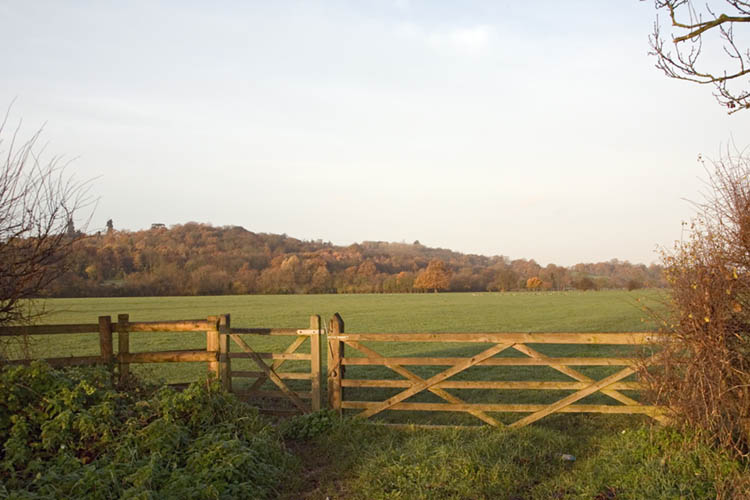
Lugar donde fue firmada la Carta Magna
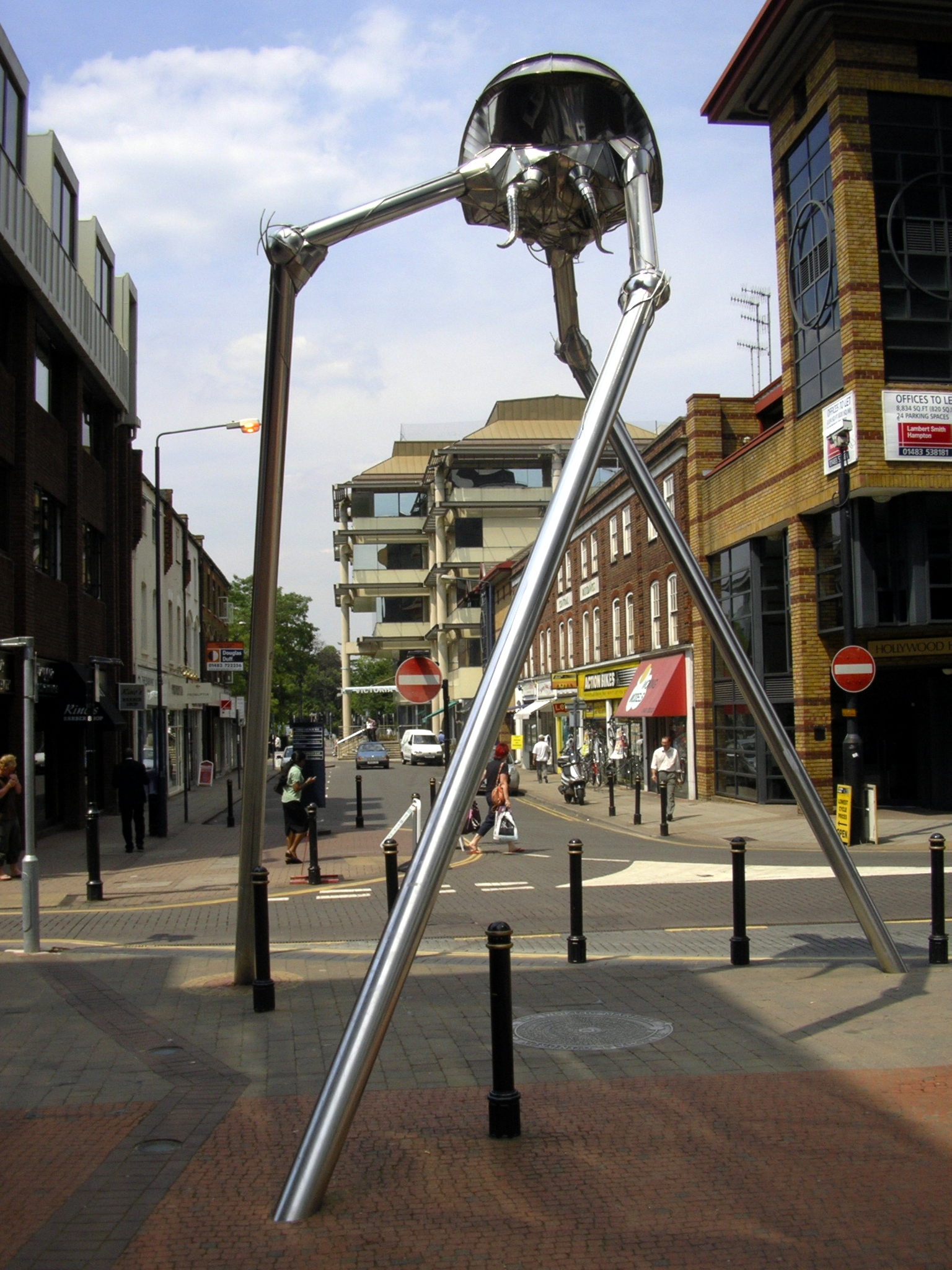
Escultura en Woking
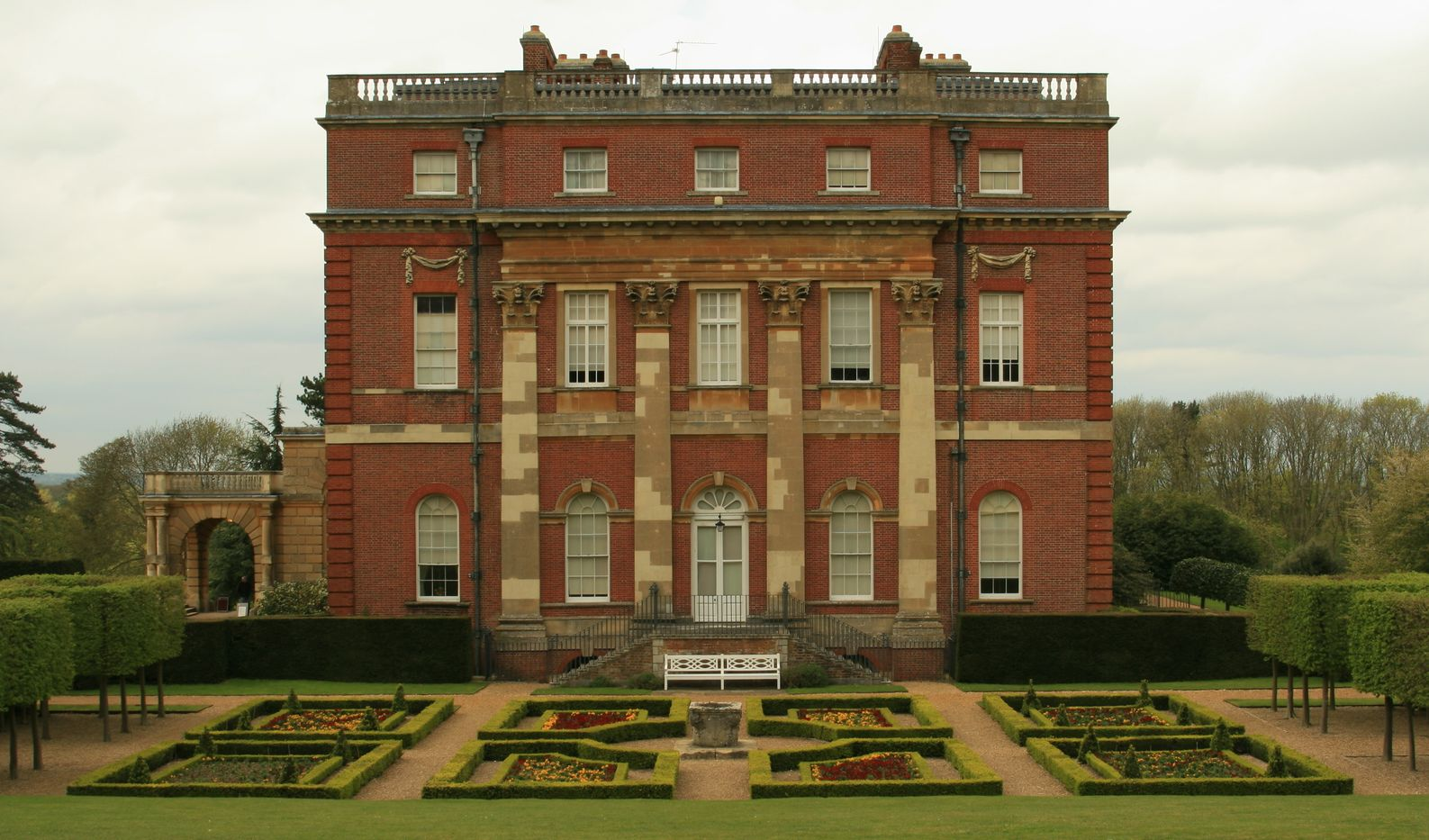
Mansión de Clandon Park
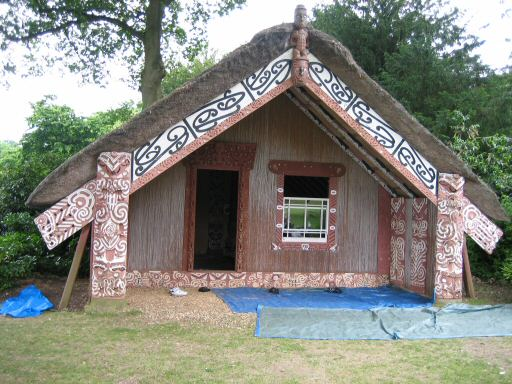
Un wharenui (casa maorí) en los jardines de Clandon Park